# A Day with Dad
A Day with Dad er en dansk børnefilm fra 2016 instrueret af Mads Guldborg Bøge.

## Handling
Far er en presset mand. Som alene forælder til en hyperaktiv, destruktiv og altædende lille knægt, er hans eneste afbræk i hverdagen, når han har afleveret ungen i skole. Derfor lurer sammenbruddet også lige rundt om hjørnet, da en snestorm en dag tvinger far til at tage knægten med på arbejde - et arbejde som sikkerhedsansvarlig på den lokale atommissil silo.